# Wonder Wheel
A Wonder Wheel egy 45,7 méter magas excentrikus óriáskerék, mely a Deno's Wonder Wheel vidámparkban található Coney Island-en (New York, USA).
Az excentrikus óriáskerekek abban különböznek a hagyományos óriáskerekektől, hogy egyes kocsijaik nem közvetlenül a kerék vázára vannak rögzítve, hanem a külső váz és kerék középpontja között csúsznak a kerék forgásának megfelelően.
A Wonder Wheel-t 1920-ban építette a Eccentric Ferris Wheel Company. 24 zárt kabinja egyenként hat ember befogadására képes. A 24 kocsi közül 8 vázra rögzített kocsi, a másik 16 pedig csúszkál a menetek során.
Megnyitása óta az óriáskerék mindössze egyszer, 1977. július 13-án állt le a New York-i elsötétedés idején, amikor az egész északkeleti parton elment az áram. Az utasokat biztonságosan sikerült lehozni, mert a működtetők kézi erővel forgatták a kereket, míg mindenki leszállt.